# Wendy McElroy
Wendy McElroy (nascida em 1951) é uma feminista individualista e escritora voluntarista canadense. Ela foi co-fundadora da revista The Voluntaryist em 1982 junto com Carl Watner e George H. Smith e é autora de vários livros. McElroy é também editora do site ifeminists.net.
McElroy é autora do livro Rape Culture Hysteria, no qual ela afirma que a cultura do estupro é resultado da histeria popular em detrimento dos homens e, em particular, dos homens brancos.
Em novembro de 2014, um debate estava programado entre McElroy e Jessica Valenti no Fórum Janus da Universidade Brown sobre "Como as faculdades devem lidar com a agressão sexual?". Antes do debate, a presidente da universidade, Christina Paxson, enviou um e-mail para todo o campus dizendo que discordava das opiniões de McElroy e organizou um evento alternativo ao mesmo tempo para competir com o debate. As ações dos alunos da universidade e de sua presidente foram criticadas por vários comentaristas.

## Trabalhos publicados
Livros
- National Identification Systems: Essays in Opposition, by Carl Watner, Wendy McElroy, 2004 ISBN 0786415959
- Debates of Liberty: An Overview of Individualist Anarchism, 1881–1908, 2003 ISBN 073910473X
- Liberty for Women: Freedom and Feminism in the Twenty-First Century. Chicago: Ivan R. Dee. 2002. ISBN 978-1566634359. OCLC 260069067
- Sexual Correctness: The Gender-Feminist Attack on Women, 2001
- Dissenting Electorate: Those Who Refuse to Vote and the Legitimacy of Their Opposition by Carl Watner, Wendy McElroy, 2001
- Individualist Feminism of the Nineteenth Century: Collected Writings and Biographical Profiles, 2001
- Queen Silver: The Godless Girl (Women's Studies (Amherst, NY), Queen Selections Silver, 1999 – about her friend Queen Selections Silver.
- Freedom, Feminism, and the State by Wendy McElroy, Lewis Perry, 1999
- The Reasonable Woman: A Guide to Intellectual Survival, 1998
- XXX: A Woman's Right to Pornography Prelude Press, 1995, ISBN 0312136269
- Liberty, 1881–1908: A Comprehensive Index, 1982

Artigos
- McElroy, Wendy (2008).  Hamowy, Ronald, ed. The Encyclopedia of Libertarianism. Thousand Oaks, CA: Sage; Cato Institute. ISBN 978-1412965804. LCCN 2008009151. OCLC 750831024. doi:10.4135/9781412965811
- «Feminism and Women's Rights». The Encyclopedia of Libertarianism. 2008. pp. 173–176. ISBN 9781412965804. doi:10.4135/9781412965811.n106
- «Godwin, William (1856–1836)». The Encyclopedia of Libertarianism. 2008. p. 211. ISBN 9781412965804. doi:10.4135/9781412965811.n126
- «Price, Richard (1723–1791)». The Encyclopedia of Libertarianism. 2008. pp. 388–389. ISBN 9781412965804. doi:10.4135/9781412965811.n240
- «Voltaire (1694–1778)». The Encyclopedia of Libertarianism. 2008. p. 523. ISBN 9781412965804. doi:10.4135/9781412965811.n319
- «Voluntarism». The Encyclopedia of Libertarianism. 2008. p. 524. ISBN 9781412965804. doi:10.4135/9781412965811.n320
- «Wollstonecraft, Mary (1759–1797)». The Encyclopedia of Libertarianism. 2008. pp. 545–546. ISBN 9781412965804. doi:10.4135/9781412965811.n331